# Municipio de Marion (condado de Marshall, Iowa)
Marion Township es un municipio inactivo del condado de Marshall, Iowa, Estados Unidos. Según el censo de 2020, tiene una población de 787 habitantes.
Es una subdivisión exclusivamente geográfica, puesto que tiene un código censal Z1, que indica que no está en funcionamiento (non-functioning subdvision).

## Geografía
Está ubicado en las coordenadas 42°5′8″N 92°50′4″O / 42.08556, -92.83444 (42.085532, -92.834554). Según la Oficina del Censo de los Estados Unidos, tiene una superficie total de 95.53 km², de la cual 95,40 km² corresponden a tierra firme y 0.13 km² son agua.

## Demografía
Según el censo de 2020, hay 787 personas residiendo en la zona. La densidad de población es de 8.25 hab./km². El 93.39 % de los habitantes son blancos, el 0.38 % son afroamericanos, el 0.89 % son amerindios, el 0.38 % son asiáticos, el 0.13 % es isleño del Pacífico, el 0.89 % son de otras razas y el 3.94 % son de una mezcla de razas. Del total de la población, el 3.18 % son hispanos o latinos de cualquier raza.